# Samanta Tagart
Samanta „Sem” Tagart je izmišljeni lki iz NBC-ove dramske serije Urgentni centar. Igrala ju je glumica Linda Kardelini. Dodavanje Linde Kardelini u uvodnu špicu bilo je u 5. epizodi 10. sezone.

## O liku
Sem je bolničarka i samohrana majka. Ima sina Aleksa (koga je prvo tumačio Oliver Dejvis pa Dominik Džejms). Aleksa je rodila kad je imala petnaest godina pa je morala da ga podiže uglavnom sama. Ona potiče iz porodice gubitnika i pijandura. Njen bes prema Ebi Lokhart u 14. sezoni kad je Ebi rekla ostalim saradnicima da je ponovo počela da pije dok radi je objašnjen kad je rekla Ebi da potiče iz porodice dugogodišnjih pijandura koji nisu ni probali da ostave alkohol.

## Život u Opštoj i karijera
Gledaoci su upoznali Sem tokom 10. sezone u epizodi „Iz Afrike” kad se razlikovala kad je brzo i delotvorno dala infuziju jednom neposlušnom bolesniku čime je zadivila obično tvrdoglavog dr. Romana. Sem se pokazala kao samopouzdana, iskusna i darovita bolničarka tokom epizode iako je izgubila malo poslovnosti kad je otkrila da je dr. Luka Kovač potajno pomagao njenom sinu Aleksu oko šećera i sprijateljio se sa njim. Ona je zamenila Ebi Lokhart na mestu glavne bolničarke kad je ona odlučila da postane lekarka. Njen stav protiv gluposti ju je uvalio u nevolje već na početku. U epizodi „Smrt i porez” je uzela protezu dr. Roberta Romana kad ju je načelnik Urgentnog centra neprikladno pipnuo njome. Sem toga, u epizodi „Obuzdaanje naglosti” je nabola nasilong dečka žrtve zlostavljanja u glavu pošto joj je pretio kad je htela da pozove policiju, ali je prevazišla manjak podrške dr. Keri Viver i pomogla žrtvi zlostavljanja da stvar pijavi policiji.
Sem je ubrzo primetila odnos Aleksa i Luke. Iako joj je u početku bilo neprijatno zbog Lukinog odnosa sa Aleksom, Sem je na kraju to prihvatila i sprijateljila se sa Lukom. Kasnije se razvila i romantična veza. Aleksov otac Stiv (koga je tumačio Kol Hauzer) se iznenada vratio i pokušao da izbaci Luku iz njihovog života. Kad je otkrila da Stiv možda želi da se vrati za stalno, Sem se pomela, spremila i pobegla. Pre toga je ipak Luka naleteo na nju i pokušao da izvuče od nje podatke zašto to radi. Ne obraćajući pažnju na njega i njegovo lupanje po kolima, ona je uplakana otišla. Sem se i ranije seljakala po zemlji kako bi pobegla od Stiva. Ona je brinula da ne uništi njoj i Aleksu život i da ne mogu da vode saživot sa Stivom.
Ipak se vratila zahvaljujući Luki koji ju je pronašao u jednom prenoćištu pa su počeli da žive zajedno. Tokom 11. sezone, Sem i Luka su živeli zajedno, a Luka je bio kao otac Aleksu pa je čak otišao na razgovor u školi kad su Aleksa uhvatili kako lista Maksim. Na kraju 11. sezone je Aleks pobegao kako bi pronašao Stiva (koga je onda tumačio Garet Dilahant) tako što se popeo na prikolicu kamiona pošto se posvađao sa Sem. Otišao je u Kolorado kako bi pronašao Stiva iako mu je Sem prećutala da je Stiv tamo u zatvoru zbog pljačke. Luka i Sem su ga ludački tražili na početku 12. sezone. Sem je bila očajna zbog Aleksovog šećera, a manjak insulina je mogao da dovede do kome, a možda i smrti. Sem je odmah sela u kola i vozila bez prestanka po Koloradu. Luka je brinuo za Sem jer su se vozili bez prestanka i čak udarili jelena što im je uništilo vetrobran. Sem u Luka su na kraju pronašli icrpljenog Aleksa u kanjongradskoj bolnici, ali je bio uravnotežen i rekao im je da je dobro i da zna da se brine o sebi. Tada je Sem shvatila da njena veza sa Lukom neće uspeti jer joj je život bio previše grozničav da bi ga Luka izdržao, jer su imali teškoća u komuniaciji, a i Lukin poseban odnos sa Aleksom je bio pomračen jer je Aleks otkrio da mu je otac u zatvoru. Sem je čudno raskinula sa Lukom početkom 12. sezone. Nekoliko epizoda kasnije su ipak ostali u prijateljskim odnosima.
Zatima je upoznala i odmah se sprijateljila sa dr. Džonom Karterom kad se vratio iz Afrike, srećna što je „spojila ime sa licem”.
Kasnije je u 12. sezoni bogati bolesnik Ričard Eliot (tumačio ga je Armand Asante) došao u Urgentni centar. On je imao oslabljujuću bolest pa mu je trebala kućna negovateljica. Sem mu se svidela pa joj je ponudio dobro plaćen posao glavne bolničarke. Uverio ju je da i dalje može da radi u Urgentnom centru i pozvao je nju i Aleksa da žive u jednom delu njegove vile kako bi im bilo udobno. Ona prvo nije htela, ali kada je shvatila da Aleks ne može da ide na predavanja zbog manjka sredstava, ona je otišla kod Eliota u goste i pitala ga da li ponuda i dalje važi.
Na kraju 12. sezone, Stiv, studentkinja medicine Meri j još jedan robijaš Rejf su smislili bekstvo. Stiv i Rejf su se samopovredili pa su pobegli iz bolnice. Luku su uboli špricem dok je Sem gledala užasnuto. Pošto je u špricu bio lek za oduzimanje koji je mogao da dovede do njegove smrti, Sem je upala unutra i izlečila ga uprkos pretnjama robijaša i rekla je da neće dozvoliti da umre bez obzira na njih. Stiv je zadržao svoje ortake dovoljno dugo da Sem drenira Luku. Zatim su počeli da pucaju po bolnici kad je policija upala i uzeli Sem kao taokinju. Džeri Markovic je ranjen u pucnjavi. Stiv je odvukao Sem napolje do kombija za bekstvo. Ona ga je preklinjala da misli na Aleksa, ali je on već mislio jer je ispalo da je Aleks vezan u kombiju. Sem je odmah ušla u kombi kad je videla Aleksa, a kasnije je Stiv rekao da mu je Bog rekao da mora da okupi svoju porodicu. Sa Sem i Aleksom kao taocima, trojac je pokušao da pobegne u Kanadu.
Ipak, na početku 13. sezone u epizodi "Krvne veze", begunci su naleteli na neke prepreke: Sem je pokušala da pozove pomoć pa ih je jedan policijski službenik pratio što se završilo njegovom (pretpostavlja se) smrću. Dok su se njih troje svađali oko plana bekstva, Stiv je pobio Rejfa i Meri pa su ostali samo on, Sem i Aleks. Rekao je sem da bi pre voleo da on, Sem i Aleks pomru nego da se razdvajaj, a zatim je silovao Sem. Posle nekog vremena, Sem je pored Stiva koji je spavao nastavila sprovođenje svog plana za bekstvo. Pre nego što je krenula da beži, ona se vratila do Stiva koji je spavao, uzela mu pištolj i ubila ga.
Sledećeg jutra su se ona i Aleks vratili u Čikago. Umorna i pometena zbog svoje nesreće, ona je zvala Ričarda Eliota, a on joj je pozvao zastupnika i uputio je da svima kaže da je silovana i da je ubila Stiva u samoodbrani. Uprkos sumnjama pomoćnika okružnog tužioca da Sem laže, Eliot je preko svojih prijatelja na visokim gradskim položajima uspeo da uvrsti Stivovu smrt u opravdano ubistvo i time okončao Semine nevolje sa zakonom. U epizodi "Nekoga voleti", Aleks je rekao Sem da je video kako je ubila Stiva.
U ostalim epizodama 13. sezone Aleks je rekao svom drugu da će mu tata umreti zbog ličnog gubitka oca. Takođe je ukrao kreditnu karticu Arčiju Morisu i (slučajno) zapalio stan dok se igrao alkoholom. Sem je nevoljno poslala Aleksa u školu za problematičnu omladinu i rekla je svojim saradnicima iz Urgentnog centra da mu je bolje iz dana u dan. U poslu je Sem počela da se obučava za bolničarku anesteziološkinju.
Semin odnos sa Ebi Lokhart je prošao kroz nekoliko faza tokom 14. sezone. Prvo je pokušala da je smiri kad je Ebi dvogodišnji sin Džo zadobio povredu glave, ali je kasnije bila pretila i gadila se jer je otkrila da je Ebi počela da pije posle nekoliko godina treznog života. Njih dve su se ipak pomirile, a tokom Ebine poslednje smene u Opštoj bolnici u epizodi "Knjiga o Ebi", Ebi je žestoko branila Sem pred odborom (koji ju je istraživao) rekavši da "bolničarke moraju da se drže zajedno".
Na kraju epizode "Čikaški način" nadenuto je da je ili Sem ili dr. Greg Prat ušao u minirana kola hitne pomoći. Prasak koji je usledio je ishodio neizvesnom kraju sezone. Na početku 15. sezone u epizodi "Život i smrt" je otkriveno da je dr. Greg Prat ušao u kola hitne pomoći i kasnije umro od povreda zadobijenih u prasku.
Na kraju serije, u epizodi "I na kraju", sa saradnicima je proslavila rođendan, a Aleks joj je otkrio svoj poklon − pooravljeni sjajni crveni Ford Mustang koji je Toni dovezao i popravio uz Aleksovu pomoć. Kad su ona i Toni svedočili kako je suprug ostao bez žene (i opisu njegove ćerke kako nikad nije prestao da je voli uprkos njenim jako negativnim i načinima pridikovanja jasno su razonodili Sem), oni su se uzeli za ruke čime su označili da će možda da se pomire.